# Rokytnice, Přerov
Rokytnice là một làng thuộc huyện Přerov, vùng Olomoucký, Cộng hòa Séc.